# Gelasma flagellaria
Gelasma flagellaria là một loài bướm đêm trong họ Geometridae.